# Монохроматизам
При монохроматизму односно монохроматском сликарству ограничава се уметник на употребу једне боје или минимално једна боје сасвим преовладава у слици. Под овим појмом се не подразумевају и графичи радови као и лавирање у сликању тушем који се означавају и као грисајл (из француске речи за „сиво“). Израз монохромија потиче из грчких речи и означаја „један“ и „боја“ и супротна је појму полихромија. Код монохромије се често употребљавају нијансе једне боје. У случају да преовлађују сиви тонови говори се о грисајлу.. Ту се често ради о примени једног тона у орнаментима, тапетама и текстилу и тада се говори у „тон у тону“- сликарству..